# Saint-Georges-en-Auge
Saint-Georges-en-Auge ist eine Ortschaft mit rund 100 Einwohnern im französischen Département Calvados in der Normandie. Die bis zum 1. Januar 2017 bestehende Gemeinde gehörte zum Kanton Livarot im Arrondissement Lisieux und war ein Mitglied des Gemeindeverbandes Communauté de communes des Trois Rivières (Calvados). Sie ging durch ein Dekret vom 8. September 2016 in der neu geschaffenen Gemeinde Saint-Pierre-en-Auge, einer Commune nouvelle, auf. Seither ist sie eine Commune déléguée. 

## Geografie
Die Gemeindegemarkung umfasste 5,16 km². Der tiefste Punkt befindet sich auf 98 und der höchste auf 197 Metern über Meereshöhe. Nachbarorte sind Mittois im Nordwesten, Sainte-Marguerite-de-Viette im Norden, Montviette im Osten und L’Oudon im Süden und im Westen.

## Bevölkerungsentwicklung
| Jahr      | 1962 | 1968 | 1975 | 1982 | 1990 | 1999 | 2008 | 2016 |
| --------- | ---- | ---- | ---- | ---- | ---- | ---- | ---- | ---- |
| Einwohner | 161  | 133  | 99   | 102  | 101  | 79   | 95   | 100  |

## Sehenswürdigkeiten

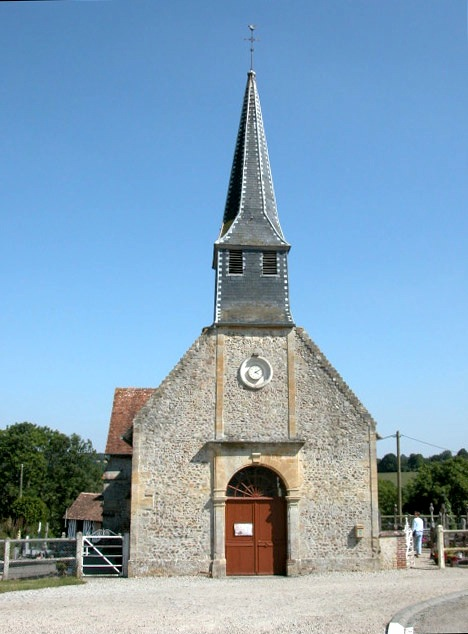
Kirche Saint-Georges

- Kirche Saint-Georges